# QIP
QIP (від англ. Quiet Internet Pager) — це безкоштовна програма, яка дозволяє спілкуватись в режимі On-line по протоколу ICQ. Це був один із найпопулярніших Інтернет-месенджерів. Його використовували сотні тисяч користувачів. QIP моментально доставляє ваші текстові повідомлення і відразу прийме відповідь.

## Головні особливості
- Захист від спаму і флуду з боку тих, хто не входить в список контактів (або контакт-лист) користувача.
- Гнучкі налаштування.
- «Всевидюще око» — ця функція дозволяє дізнатися, хто додав вас в свій список контактів, хто читав ваші статус-повідомлення, і всі інші сервісні пакети від тих користувачів, яких немає у вашому списку контактів (раніше, можливо, «око» відображало номери тих, хто проглядав ваші анкетні дані).
- Проглядання IP-адреси співрозмовника (залежить від настройок клієнта співрозмовника), захист свого IP від перегляду (за умовчанням вимкнена функція прийому/передачі файлів — при зверненні до цих можливостей співрозмовнику IP—адреса стає відома, про що користувач попереджається повідомленням).
- Можливість прикріпити вікно месенджера до екрану, щоб воно не рухалося і не залізало за відкриті вікна браузера.
- Портативне використання. Теку «QIP» можна зберігати на флеш-носії і використовувати додаток з будь-якого комп'ютера, з якого є вихід в мережу.

## Використання під UNIX
QIP можна запустити під ОС сімейства *NIX без втрати функціоналу. Для цього необхідно встановити пакети wine і winbind, а також прописати в ярлик запуску параметр /oldgif, наприклад
```
 wine "/home/username/.wine/drive_c/Program Files/QIP/qip.exe" /oldgif
```

## Критика
При першому запуску програми автоматично без Вашого відома будуть створені облікові записи Jabber та пошти на qip.ru з Вашими логіном та паролем від ICQ.

В такий примусовий спосіб рекламуються сервіси QIP.